# Люсіна (Малопольське воєводство)
Люсіна (пол. Lusina) — село в Польщі, у гміні Могиляни Краківського повіту Малопольського воєводства.
Населення — 966 осіб (2011).
У 1975-1998 роках село належало до Краківського воєводства.

## Демографія
Демографічна структура станом на 31 березня 2011 року:
|          | Загалом | Допрацездатний вік | Працездатний вік | Постпрацездатний вік |
| -------- | ------- | ------------------ | ---------------- | -------------------- |
| Чоловіки | 474     | 110                | 314              | 50                   |
| Жінки    | 492     | 108                | 298              | 86                   |
| Разом    | 966     | 218                | 612              | 136                  |